# Paris Hilton

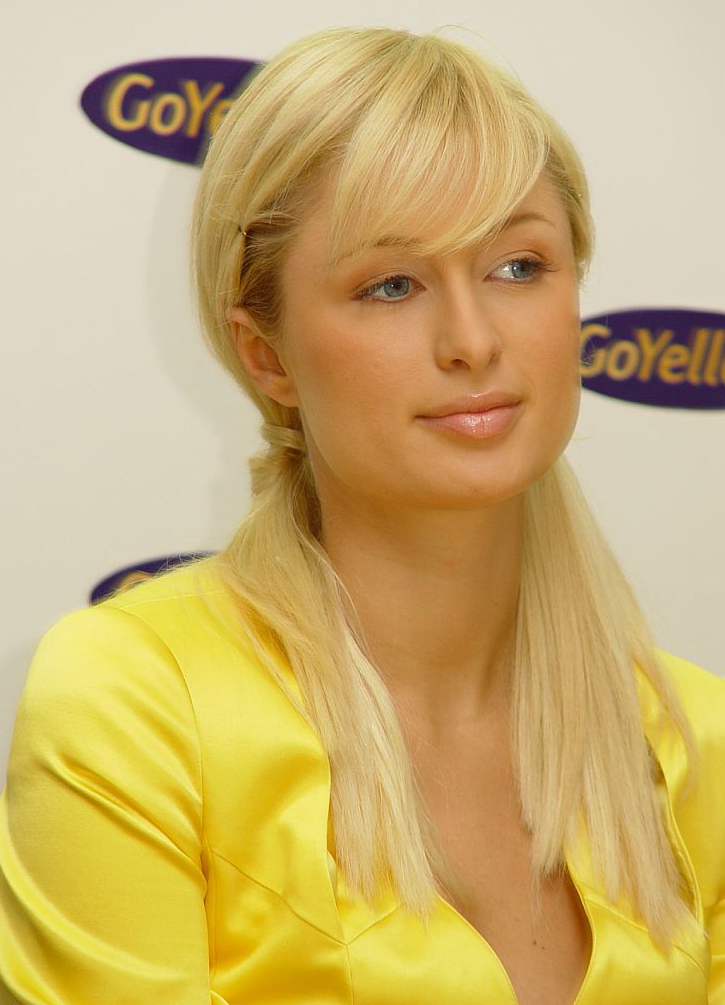
Paris Hilton la conferinţa de presă pentru GoYellow.de din 20 mai, 2005 de la München.

Paris Whitney Hilton (n. 17 februarie 1981, New York City, New York, SUA) este o celebritate din Statele Unite ale Americii și o moștenitoare a imperiului financiar constituit din hotelurile Hilton, precum și a celorlalte proprietăți imobiliare ale tatălui său. Pe lângă faptul că este o persoană foarte mediatizată, ea este fotomodel și actriță. Ea a fost descrisă drept o "celebutantă", un amestec inedit de "celebritate" și "debutantă".

## Puțină istorie
Hilton s-a născut în New York City, ca primul născut dintre cei patru copii ai lui Richard Hilton și Kathy Richards. Sora sa mai mică este Nicky Hilton, iar frații săi sunt Barron Hilton II și Conrad Hilton II.
În partea maternă a familiei sale, Hilton este nepoata a doi copii vedete din anii '70, Kim Richards și Kyle Richards, care au apărut în filmul Escape to Witch Mountain și programe TV precum Nanny and the Professor, Little House on the Prairie și mai apoi ER. Prin alianță, ea este de asemenea rudă cu Zsa Zsa Gabor (actrița născută în Ungaria care s-a căsătorit cu străbunicul lui Paris, Conrad Hilton) precum și cu Elisabeth Taylor (primul soț al actriței a fost chiar unchiul lui Paris Hilton, Conrad Nicholson Hilton Jr.).
Bunicii paterni sunt președinții lanțului hotelier Barron Hilton și soția sa, fosta Marilyn Hawley, iar străbunicii paterni au fost fondatorii hotelurilor Hilton Conrad Hilton și prima sa soție, Mary Barron. Când Conrad Hilton a decedat în 1979, el nu le-a lăsat prin testament nimic copiilor săi sau celorlalți descendenți. Barron Hilton a contestat această decizie și a câștigat în 1988. Conform revistei Forbes în 2005, valoarea netă a averii lui Barron Hilton era estimată la puțin peste 1 miliard de dolari americani, din care se așteaptă ca Paris să moștenească puțin mai mult de 50 de milioane de dolari.
În copilărie Hilton s-a mutat între mai multe case exclusiviste, incluzând aici un apartament în hotelul Waldorf-Astoria din Manhattan, Beverly Hills și the Hamptons. În momentul de față, părinții săi dețin o casă estimată la 30.5 milioane de dolari în Bel Air, o proprietate de 12.3 milioane în the Hamptons, precum și o casă de 10 milioane pe colinele de la Hollywood (Hollywood Hills) în care ea și sora ei stau pentru a avea parte de intimitate și de acces rapid la cluburile din Los Angeles.
Paris Hilton a debutat în iulie 2006 cu single-ul "Stars are blind" care va fi urmat de un album, pregătit de lansare pe 22 august 2006.

## Discografie

### Albume
- Paris (2006)
- TBA (2008)

### Single-uri
- Stars Are Blind (2006)
- Turn it Up (2006)
- Nothing in this World (2006)
- Screwed (2007)
- Do Ya Think, I'm Sexy (2007) (Italia)
- My BFF (2008)
- Paris for President (2008)